# 森田恒之
森田 恒之（もりた つねゆき、1938年4月18日 - ）は、日本の博物学者。専攻は博物館学・保存科学・色彩材料学。国立民族学博物館名誉教授。愛知県立芸術大学客員教授。祖父は洋画家の森田恒友。

## 来歴・人物
東京都出身。東京芸術大学美術学部芸術学科卒業後、同美術専攻絵画修士課程修了。ベルギー国王立文化財研究所研究生、埼玉県立博物館学芸員、東京都美術館学芸員を経て、1979年より国立民族学博物館に勤務。同第5研究部助教授を経て、1993年に教授。1998年に同博物館民族学研究部教授、2000年に同民族学研究開発センター教授を経て、2002年3月末をもって国立民族学博物館を定年退職、同名誉教授。

## 主な著作

### 単著
- 『画材の博物誌』（中央公論美術出版、1994年）

### 共著
- 『博物館概論』（伊藤寿朗との共著・学苑社、1978年）

### 監修
- 『カラー版 絵画表現のしくみ―技法と画材の小百科』（美術出版社、2000年）